# Нишки аналитичар
Нишки аналитичар је био летопис културе града Ниша, часопис за уметничку критику, есеј, теорију, уметност, медије и алтернативу. Издавач је била Установа Дом културе Ниш. Излазио је у периоду фебруар 1996. до децембра 1998. године. ISNN 0354-7892.

## Историја
На идеју Зоран Пешић Сигма и Стана Динић Скочајић покренут је Нишки аналитичар, скраћено НИШАН. Први број изашао је фебруара 1996. Последњи двоброј 14-15. децембра 1998. Овај летопис за критику и културу града Ниша излазио је у формату А4, на педесетак страница, на натрон папиру. Главни и одговорни уредник Драган Видојковић, уредник издања Зоран Пешић Сигма, чланови редакције Драган Видојковић, Дејан Дабић, Стана Динић Скочајић, Пера Јовановић, Мирјана Закић, Наташа Мрдаковић, Зоран Пешић Сигма до троброја 9-10-11. Од тада је Главни и одговорни уредник Зоран Пешић Сигма, а редакцију сачињавали Дејан Дабић, Стана Динић Скочајић, Мирјана Закић, Марија Петернел, Марина Младеновић Митровић, Наташа Мрдаковић и Зоран Пешић Сигма. Последњи двоброј 14-15 припремио и уредио Дејан Дабић. 
НИШАН је имао рубрике Стари Ниш, Посланице, Књижевност, Позориште, Музика, Ликовни Живот, филм, Медији, Алтернатива и Календар догађања. 
Сарађивали су критичари, књижевници и уметници из Ниша и целе Србије: Миодраг Петровић, Милисав Савић, Слободан Крстић, Дејан Петковић, Емилија Радмиловић, Никола Тодоровић, Перица Донков, Војислав Девић, Марислав Радосављевић, Срђан Савић, Бранислав Милтојевић, Дејан Огњановић, Растислав Динић, Владимир Јагличић, Добривоје Јевтић, Драган Колунџија, Бобан Арсенијевић, Горан Станковић, Зоран Ћирић, Милован Данојлић и многи други. 
После НАТО бомбардовања Дом културе је отишао под стечај, а часопис Нишки аналитичар престао са излажењем.